# 十诫在天主教神学中的地位

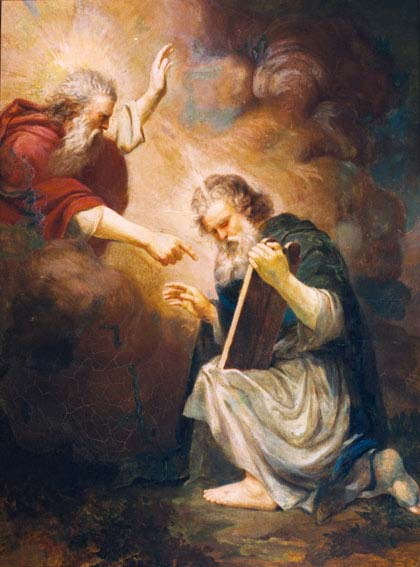
《摩西接受律法石版》，若昂·泽费里诺·达·科斯塔，1868年绘

十诫是一组宗教性与道德性的命令，被认为是包括天主教会在内的多个亚伯拉罕诸教之道德基础之一。 在《旧约聖經》的《出谷紀》与《申命紀》中记载，这些诫命构成了天主与以色列人所立之圣约的一部分，旨在将他们从罪的属灵奴役中解放出来。
根据《天主教教理》（天主教教义的官方阐释），十诫对于属灵健康与成长至关重要， 并构成天主教社会训导的基础之一。 信徒在接受和好圣事之前，通常以十诫作为省察良心的工具。
十诫在教父时代的早期教会文献中已有记载， 《教理》指出，自奥古斯丁（公元354–430年）以来，十诫在信仰教育中始终占据主导地位。 虽然直到1215年拉特朗第四次大公会议才制定正式的宗教教育规范， 但证据表明，十诫在早期教会与整个中世纪均用于基督徒的要理教育。 改革时期，新教信徒曾批评部分教区未重视对十诫的教导。 之后，1566年教会发布首部统一的《罗马教理》，对每条诫命作出详尽解读，但仍将重心放在圣事上。 最新版《教理》亦设有专章详细讲解十诫的内容。
教会对十诫的教导，主要依据《旧约聖經》、《新约聖經》与早期教父著作。 新约中，耶稣肯定十诫的有效性，并要求门徒义须胜过文士与法利赛人。 他将律法总结为“爱神”与“爱人”两大诫命， 前三条要求尊敬天主的圣名、遵守主日、并禁止偶像崇拜；其余则规范人与人之间的关系，例如孝敬父母、禁止杀人、奸淫、偷盗、作假见证和贪婪。

## 编号方式
《旧约》中提及“十条诫命”，但在《出埃及记》20:1–17 与《申命记》5:6–21 中实际的命令句超过十句。
天主教与路德宗采用奥古斯丁在其著作《出埃及记问题》中整理的编号方式。 相比之下，东正教与多数新教教派使用源自希腊教父的传统排列。虽然两种方式在编号上略有不同，但其内容实质一致。 犹太教的编号方式更接近东方教会，并将“我是耶和华你的神”视为第一条，而非序言。

## 历史
十诫被犹太教、基督宗教与伊斯兰教共同视为道德基础。 据《出埃及记》记载，摩西奉神命带领以色列人脱离肉体奴役；天主教會认为，天主立约的目的还包括使人脱离“罪的属灵奴役”。 一些历史学家认为这是“古以色列历史上的核心事件”。
天主教会认为耶稣的降临是《旧约》的应验，而犹太人则是“蒙拣选之民”，为全人类彰显真神。 教会强调，耶稣要求信徒达致更高义行，正如他所说：“除非你們的義德超過經師和法利塞人的義德，你們決進不了天國。”
正如Kreeft所说：“十诫之于道德秩序，犹如创世记第一章之于自然秩序。它是天主的秩序征服混乱。” 教会教导说，耶稣废除的是旧约中繁复的613条摩西律法，但非十诫； 因为十诫是“用天主的手指所书”，
该教义在特利腾大公会议（1545–1563）与梵蒂冈第二次大公会议（1962–1965）中均获得重申。
在早期教会礼仪中，是否朗诵十诫尚无定论，但部分证据显示其用于教理讲授及使徒教训（《十二使徒遗训》）等早期著作。 新教学者克劳斯·博克米尔认为在公元400至1200年间，教会改以“美德与罪恶列表”（如七宗罪）取代十诫的教导。
尽管中世纪期间尚无统一宗教教育方式，但十诫始终被用作省察良心的依据。1215年拉特朗第四次大公会议首次尝试推动信仰统一教育，一些主教在教区中特别强调教导十诫。 十四世纪以后，许多教区开始制定地方教理，将十诫作为核心内容，并最终促成1566年《罗马教理》的发布。
该教理详细讲解每条诫命，强调圣事在信仰生活中的核心地位，这一观点与新教“十诫为恩典来源”的教义存在分歧。 在历史上，教会对十诫的解释大多基于圣经及教父俄利根、爱任纽与奥古斯丁的著作。后来的神学家如多玛斯·阿奎那与圣博纳旺亦撰写大量评注。
阿奎那将十诫视为“正义与法律的首要原则”， 并指出其内容可分两表：前三条归于爱神，七条归于爱人。
近代的《教理》也将十诫视为“生命之道”、“自由之途”，正如校园围栏保护孩童避免跌入危险。 澳大利亚作家迈克尔·泰特认为“十诫”应称为“十个回应”，象征着“从奴役中获得解放的自由之民”对上主的回应。

## 第一条诫命
根据天主教会的教导，第一条诫命意味着信徒“应只崇拜并爱慕上主，因为祂是唯一的神”。 《教理》指出该诫命禁止偶像崇拜，例如崇拜任何受造物，包括“恶魔、权力、享乐、种族、祖先、国家以及金钱”。
圣奥思定将此诫命简化为一句：“爱主，然后随意行”。 彼得·克里夫特进一步解释说，一切罪恶皆源于服从了“别的神”，即听命于世界、肉体或魔鬼；若真正爱主，自会顺从祂的旨意。
此诫命也与三超德（信、望、爱）相关联：
- 信德：相信天主，拒绝异端、叛教与分裂；
- 望德：避免陷入绝望或妄想；
- 爱德：不可对天主无动于衷、忘恩负义、懒惰或因骄傲而怨恨祂。[35]

《教理》列举了违反此诫命的行为，包括迷信、多神崇拜、亵渎、无神论以及所有形式的魔术与占卜。此外也禁止占星术、手相术、星座命理、通灵等，认为这些行为皆反映出人类试图“操控时间、历史或他人”，意图控制隐藏的力量。

### 关于圣像的争议

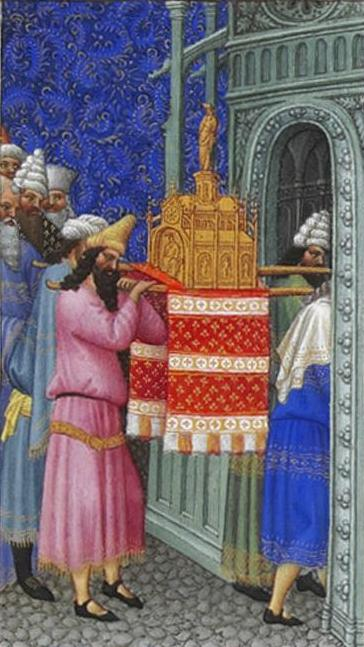
约柜被抬入耶路撒冷圣殿

天主教会常因使用圣像而被指责违反第一条诫命， 然而，教会主张这是一种误解。《教理》指出：“对圣像的尊敬，是‘敬礼’（veneration），而非仅应归于天主的‘崇拜’（adoration）”。
8世纪，东方教会曾围绕圣像（如圣像画）是否构成偶像崇拜爆发激烈争论。圣像破坏运动（Iconoclasm）力图禁止圣像，圣像支持派则主张尊敬圣像。西方教会始终支持后者。公元787年召开的第二次尼西亚公会议裁定：“凡敬圣像者，即是敬其所描绘之圣者”。
同一时期，西方教会开始发展宗教雕塑传统，并于罗曼艺术时期成为教会的重要艺术表现形式。相对地，东方教会则倾向避免大型宗教立体雕塑而使用聖像畫。天主教依据传统与加洛林法典辩护圣像的合法性，指出《圣经》中天主命人制作象征祂救恩的图像，如铜蛇与约柜上的基路伯。《教理》总结：“圣子降生成人，引入了图像的新经济时代”。
美国天主教主教团在《美国成人教理》中解释称，古代偶像崇拜表现为崇拜“太阳、月亮、星辰、树木、公牛、鹰与蛇”等自然物或动物，也包括皇帝与国王的神化。而今的偶像崇拜则可能体现在对“权力、金钱、物质主义和体育偶像化”的过度迷恋。

## 第二条诫命
第二条诫命禁止妄用天主的名。 许多古代文化认为名字本身具有神圣性，对人名或神名的使用有严格限制。《若望福音》中记载，有犹太人欲以石头打耶稣，因为他自称为“我是”，该用语源自天主在《出谷紀》中对摩西所说的“我是自有者”（I AM），被视为神名，因此被认为犯了亵渎罪，而该罪在摩西律法中应处死刑。
Kreeft 指出，凡与上主相关的名称皆具神圣性，皆应受此条诫命保护。《教理》解释说：“尊敬其名，是对天主奥秘本身以及其召唤的神圣实在表达敬意的表现”。此外，也应尊重他人名字，因为人的尊严源自天主创造。
这条诫命的精神亦体现在《天主經》开端的祈祷词：“我們的天父，愿你的名受显扬”。教宗本笃十六世指出，天主向摩西启示其圣名，即是向人类建立关系的开始；而耶稣的降生成人，则为这一过程的圆满。他强调，“愿你的名受显扬”也是祈求天主的圣名不被滥用、不被曲解，是守护其真实身份与亲近性的神圣行为。
根据教会教义，妄称天主名不仅指空泛或不敬地提及神名，也包括以天主之名起誓却说谎、为巫术祈愿、或以愤怒之语咒骂天主等。这些皆构成亵渎之罪。

## 第三条诫命
本笃十六世教宗引用犹太拉比及学者雅各·纽斯纳（Jacob Neusner）指出：对以色列人而言，守安息日不仅是礼仪要求，更是效法天主的行为 —— 就如祂在创造世界后的第七日休息一般。同时，这也是犹太社会秩序的核心表现。

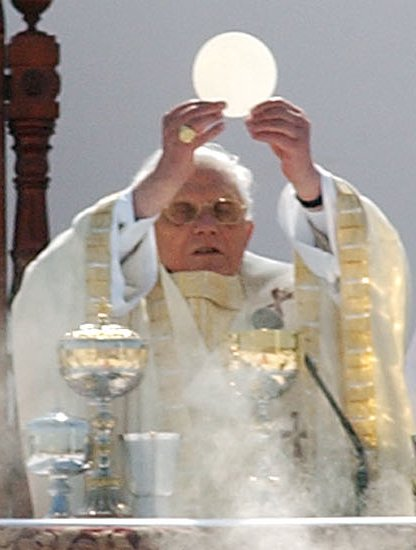
本笃十六世主持弥撒圣祭，天主教信仰中每主日皆庆祝的圣事

虽然部分基督教教派（如第七日会）保留星期六为安息日的传统，但多数基督教派别，包括天主教会、东正教会、东方教会、新教等，遵守主日（星期日）为神圣之日，纪念耶稣在一周的第一日复活。这种做法可追溯至第一世纪，表明基督徒认为他们已脱离摩西律法的严格规定。
早期文献《十二使徒遗训》指出，基督徒应于主日聚会、擘饼感恩。但文中同时提及“预备日”（安息日前一日）为禁食之日，引发学术争议。特土良是最早提到主日禁工的教父之一，他写道：
：“主的复活日，按传统教导，不但不跪拜，也当避免一切忧虑之姿势与劳务，甚至推迟事务，以免撒旦趁虚而入。”
公元6世纪，阿尔勒的凯撒略教导说，犹太安息日的光荣已转移至主日，基督徒应如同犹太人守安息日般守主日。但奥尔良第三次会议（538年）谴责此观点，认为将安息日律套用于主日守礼乃不合信仰的“犹太化”倾向。
天主教会后世教导中逐渐确立主日为法定敬礼之日，基督徒国家亦曾尝试推动主日禁止工作。 《马尔谷福音》记载耶稣说：“安息日是為人立的，並不是人為了安息日” 教会基于此认为，若他人有需要，主日在善行中付出亦属正当。
《教理》指出，守主日应包括：
- 参与主日弥撒与教会的节庆弥撒；
- 忌行妨碍敬主之工作，但“履行仁爱之工”及“适度的休闲与喜乐”属允许之事。[57]

美国天主教主教团在《美国成人教理》中写道，第三条诫命已“具象化”为教会法律之一，其引用教宗通谕《主之日 (通谕)》（*Dies Domini*）：
“信友若无严重阻碍，有义务参与主日弥撒。牧灵人员有责任提供履行此诫命之机会。然而守礼不仅是义务，更是发自信仰深处的渴望。所有信友都应深信，若未参与主日圣体礼仪，就无法真正活出信仰，也无法完全融入教会团体的生活。”

## 第四条诫命
本笃十六世教宗指出，拉比雅各·纽斯纳认为此条诫命是“社会秩序的根本”，它巩固了代际关系，彰显家庭在社会稳定中的作用，并表明家庭本身是“由天主所设立并受其保护”的制度。
因为父母对子女的无条件之爱反映了天主的慈爱，他们也承担将信仰传承给子女的责任。因此，《教理》将家庭称为“小型教会”、"特选团体"以及"社会生活的原初细胞"。

### 子女的责任
根据《教理》，子女对父母的义务包括：
- 尊敬：应尊敬父母，并延伸至兄弟姐妹。
- 感恩：教理引用《德训篇》：“要记得是父母生了你；你能如何回报他们？”[65]
- 服从：在家庭中生活期间，子女应听从父母，除非父母要求做出违背道德的事。
- 扶养与支持：成年子女应在物质和精神上照顾年迈的父母，尤其在疾病、孤独或困境时。

### 父母的责任
父母对孩子也有义务，包括：
- 道德与信仰教育：包括传福音、教导祈祷与伦理。
- 尊重孩子：认识孩子是天主的子女，尊重其人格。
- 适度管教：教育子女时应避免激怒他们，持有爱与耐心。
- 指导而非强迫：在择偶、择业等事上给予建议而非强制。
- 为子女立榜样：以身作则，培育良好价值观。
- 认错与引导：父母应坦承自身错误，引导子女学会悔改与成长。

### 耶稣的拓展理解
《玛窦福音》记载，当耶稣被告知他的母亲与兄弟在外等候时，祂答道：
：“谁是我的母亲？谁是我的兄弟？不拘誰遵行我在天之父的意旨，他就是我的兄弟、姊妹和母親。”
教宗本笃十六世指出，耶稣此言将“孝敬父母”的教义提升至更高的普世层面：所有遵行天主旨意的人皆为耶稣的家人。因此第四诫命的要求亦延伸至整个社会，包括对合法社会权威的尊重。
《教理》进一步列举社会层面上的公民与国家之间的义务，彼得·克里夫特总结如下：
- 服从与尊敬：对一切为公益而拥有社会权威者表示应有的敬意。
- 履行义务：缴税、投票、保卫国家。
- 批判与警醒：对侵犯人性尊严或社会正义的制度与行为有批判义务。
- 不服从恶法：若政府命令违背道德，应有“不服从的义务”。
- 实践爱德：爱德为最重要的社会戒律，是家庭与社会运作的根本。
- 接纳移民：当移民无法在原国保障生活与安全时，应给予协助。
- 富国助贫国：尤其在紧急时刻。
- 家庭互助：家庭有责任协助其他家庭成长与稳定。[69][70]

## 第五条诫命
该诫命要求尊重人的生命，更准确地翻译应为“不可谋杀”。在特定情境下，天主教认为杀生可能是正当的。耶稣扩展了此诫命的含义，不仅禁止谋杀，还禁止不义的愤怒、仇恨与报复，并教导信徒要爱自己的仇人。
天主教关于第五诫命的教义基础是“生命神圣性”的伦理，这一理念与“生命质量”标准相冲突。克里夫特指出，“生命质量”理论曾在二战前的德国医学界广为接受，后来成为纳粹医学政策的思想基础。医学伦理学界对这两种哲学之间的张力仍有广泛讨论。
教会积极参与堕胎、死刑、安乐死等伦理争议，并鼓励信徒支持“维护生命”的政治立场与立法。

### 堕胎
《教理》声明：“人的生命是神圣的，因为它从起初便参与了天主的创造工程，并始终与造物主保持着独特关系……任何人都无权以任何理由直接剥夺无辜生命。” 故意杀害无辜者被视为大罪，若是对亲属如婴孩、兄弟、父母或配偶的谋杀，以及堕胎，则被认为更为严重。
教会主张，从受孕起，胚胎就应视为一个“人”。《教理》中使用拉丁词 “tamquam”，意指“就如一个人”。 教宗生命科学院也指出，人的生命从精子穿透卵子、形成合子那一刻开始。
教会自第一世纪以来就持续谴责堕胎行为。
“正式参与”堕胎将导致自动绝罚（latae sententiae）。 教会强调，此惩罚并非为了剥夺慈悲，而是彰显其罪行的严重性及对家庭和社会的伤害。
教会为那些诚心悔改堕胎者（包括医生、护士、参与者）提供和好牧灵服务，如“拉结计划”（Project Rachel）。
若为挽救母亲生命，可接受某些高风险医疗行为，即便可能间接导致胎儿死亡，例如宫外孕摘除输卵管、癌症子宫切除等，此类属于“双重效应原则”，不违反第五诫命。

#### 胚胎研究与辅助生殖
《美国成人教理》将体外受精、干细胞研究与克隆技术列入第五诫命讨论范畴，因这些行为涉及胚胎破坏，被视为严重罪行。
教会认为，即使为了科学或医疗目的，也不能进行任何对活体胚胎的实验。 使用成人干细胞则在伦理上被认为是可接受的替代方案。

### 自杀与安乐死
第五诫命禁止自杀及协助他人自杀，亦禁止以“仁慈”为由结束垂死者生命。教会教导，对于濒死者的基本照护如食物、水与止痛药，不可被剥夺，但无需强制使用“非常规治疗”如呼吸机或人工喂养。
使用会缩短生命的止痛药，在符合双重效应原则下为合法。拒绝化疗、放疗等高负担治疗也可被接受。

### 死刑
最初的两百年中，基督徒拒绝在军事、司法系统或正当防卫中杀人。教会在313年合法化后对死刑采取宽容态度，虽然不完全接受。 圣奥思定在《天主之城》中为死刑辩护，而多玛斯与邓斯·司各脱则援引圣经支持国家实施死刑的权力。
2018年8月2日，教会宣布死刑“不可接受”，因为它“侵犯人的尊严”，并正式修改《教理》第2267条。 教宗方济各进一步指出，终身监禁也是“隐性死刑”的一种形式。

### 个人健康、遗体与安葬
教会教导，尊重生命也包括尊重自己的身体，应避免暴饮暴食、滥用药物、纹身、穿刺等行为。 过度追求身体健康与美貌被视为“偶像崇拜”的一种。
绑架、恐怖主义、酷刑与非医疗必要的截肢、绝育手术等行为皆被禁止。
由于信仰“肉体复活”，教会历史上禁止火化，直到梵二会议才在特殊情形下放宽规定。尸体必须以尊重方式安葬，不可任意撒灰或无墓碑处理。
器官捐献与死后验尸在特定情况下为可接受的慈善行为。

### 战争与正当防卫
《教理》教导人有权捍卫生命，自卫在正当情境下是合法的，特别当他人生命亦受威胁时更是责任。
若国家为保卫无辜生命、和平与正义而战争，需满足“正义战争”六项条件：
1. 战争仅为自卫；
2. 伤害为“持久、重大且确定”；
3. 所有和平手段已失败；
4. 有胜利可能；
5. 战争本身不造成更大恶果；
6. 尊重非战斗人员、俘虏与伤者，禁止屠城与种族灭绝命令。

士兵有责任拒绝违反普世伦理的命令。

### 丑闻
《教理》将“丑闻”归于第五诫命范畴，定义为“导致他人犯罪的言行或态度”。 《玛窦福音》记载耶稣说：“但無論誰，使這些信我的小子中的一個跌倒，倒不如拿一塊驢拉的磨石，繫在他的頸上，沉在海的深處更好。”
教会认为，尤其当年幼者或弱势群体受权威人物如父母、教师、神父等引导犯罪时，丑闻是一项严重罪行。

## 第六条诫命
根据天主教教义，人类的性别认同必须在身体与灵魂合一中被接纳与整合。 男女有别、互补而平等，皆按天主肖像受造。
性行为在教会教导中应仅限于婚姻，并且是“终生的、完整的、彼此的奉献”。

### 贞洁的召唤
《天主教成人教理》指出，贞洁是一种德行，是圣宠与灵修努力的成果。 每个信徒都被召唤整合其性身份为完整人性的一部分。

### 违背贞洁的行为
《教理》列出以下为违背贞洁的行为，罪行严重程度递增：
1. 色欲（lust）
2. 手淫
3. 奸淫（未婚者性行为）
4. 色情
5. 卖淫
6. 强奸
7. 乱伦

### 同性恋
同性性行为也被视为违背自然法。教会区分同性“倾向”与“行为”，前者不构成罪，但行为不可接受。 教会鼓励同性恋者以贞洁生活，依靠祈祷、圣事与友谊，追求圣德。

### 夫妻之爱与婚姻伦理
夫妻之爱应实现结合与生命的传承两大目标。 婚姻是神圣盟约，要求配偶彼此忠诚、互相成全。

### 生育、避孕与性行为教义
教会认为，性行为应开放于生命的诞生，并且应在婚姻中进行。教会支持自然节育，但反对一切人工避孕手段。

### 冒犯婚姻尊严的罪行
根据《教理简编》第502条：
1. 通奸：指与他人配偶发生性行为。
2. 离婚：被视为违背天主设立的婚姻不可解性。

### 分居、民事离婚与婚姻无效
1. 分居：如因家庭暴力等，可被允许。
2. 民事离婚：若为保障法律权益，教会可容忍。[114]
3. 无效婚姻判定：当婚姻成立时缺乏自由、意向、忠诚等基本要素，即可被教会裁定无效。[115]

## 第七条诫命
《教理》解释说，此诫命规范物质财产的正义使用，禁止不公正地夺取、占有或破坏他人财产。 它还要求拥有财物者以社会公益为前提善加管理。《教理》亦涵盖对环境与动物的管理责任，谴责滥用。

### 私有财产
教会肯定私有财产权，但认为此权利并非绝对，所有者应视为“天主财产的管理者”，在照顾家庭之后，应使其对社会有益。 若因“明显且迫切的需求”（如食物、住处、衣物）而取用他人财物，教会不视为偷盗。 教会严厉谴责将人作为财产的奴隶制度，视其为对基本人权的掠夺。

### 偷盗行为
《教理》指出，偷盗是“违反所有人合理意愿地占有他人财产”的行为，即使在民法范围外也属道德罪过。 教宗枢机 Christoph Schönborn 举圣奥古斯丁年幼时偷梨一事为例，说明人类良知即使对“法律上无罪”的小偷行为也会内疚。
其他被视为违反第七条诫命的行为还包括：哄抬物价、腐败、挪用公款、偷工减料、逃税、伪造支票或付款工具、侵犯著作权、盗版与浪费等。

### 社会正义
教宗良十三世的通谕《新事通谕》（Rerum novarum）阐述了资本与劳工、政府与公民之间的义务关系，支持工人组织工会的权利，反对社会主义、共产主义和放任资本主义，肯定私有财产。
雇主应在追求利润与雇员福祉之间取得平衡，支付合理薪资、履行合同、避免行贿。工人应诚实劳动，不得盗用办公物品。
教会主张政府监管与市场规律应保持平衡，认为纯资本主义忽视人性需求，而纯社会主义则破坏社会关系基础。 富国与富人应承担援助穷人的道德义务，推动全球经济正义。

## 第八条诫命
《教理》指出，“故意说谎以欺骗他人”即为作假见证，此诫命涵盖一切形式的欺骗与不诚实，其严重程度取决于行为者意图与受害者所受损害。
列举如下为违反此诫命的行为：
- 作假见证与伪证：在法庭上妨碍正义，陷害无辜或袒护有罪之人。
- 妄下判断：无确凿证据便断定他人有道德过失。
- 泄露他人隐私：无正当理由暴露他人过错。
- 诽谤（中伤）：传播虚假信息以破坏他人名誉。
- 阿谀奉承：为私利而虚假赞美他人。
- 自夸与嘲讽：只夸自己或贬低他人的言语。

若因言语损害他人声誉，教会要求加以补救，并尊重隐私权；若对方无得知真相的正当权利，也不强求披露真相。 神父在任何情况下都不得违反告解圣事的保密。
此外，教会强调，信徒应在必要场合毫不含糊地为信仰作证。传播虚假信息的现代媒体行为，包括个人、企业或政府，皆为所谴责。

## 第九条诫命
第九与第十条诫命都涉及“贪恋”（Coveting）这一内心的欲望，而非外在的行为。 《教理》将贪恋区分为：对肉体（第九条）与对财物（第十条）的不当欲望。
耶稣强调思想的纯洁，与行为同等重要，并说：“凡注視婦女，有意貪戀她的，他已在心裏姦淫了她。”（玛5:28）
《身体神学》指出，即便在婚姻中，若人以“满足欲望的工具”来看待配偶，也可构成内心的奸淫。
教会强调“心灵纯洁”是克服欲望的必要德行，并列出以下有助于达成此德行的天主恩赐：
- 贞洁：使人能以诚挚与全心去爱。
- 意向的纯洁：在一切中寻求履行天主旨意。
- 视觉的纯洁：约束外在与内在的幻想与杂念。
- 祈祷：向天主祈求克胜欲望的力量。
- 端庄：言语与衣着的端正与节制。

耶稣说：“心裏潔淨的人是有福的，因為他們要看見天主。”（玛5:8） 纯洁之心被视为看见天主的前提，使人能以天主之眼看待他人及世界。

## 第十条诫命
第十条诫命强调“对财物的超然”，对应八福中“神贫的人是有福的”教义。 教会指出，贪恋是走向偷盗、抢劫、欺诈等行为的起点，最终导致暴力与不义。
教会将贪恋定义为“混乱的欲望”，主要分两类：
- 贪婪（Greed）：想要超过所需的财物。
- 嫉妒（Envy）：渴望占有他人的东西。[143][145]

圣多玛斯说：“恶欲必须被更强烈的善欲所胜。” 教会鼓励信徒培养善意、谦逊、感恩之心，并信赖天主的恩典。圣保禄在《斐理伯书》中表明：“我视一切为损失，为了认识基督我主的卓越价值。”（斐3:8）
教会称这种态度为“心灵的贫穷”，是对世物持自由态度的核心。

## 书目
- Addis, William Edward; Arnold, Thomas. . Princeton University Press. 1884.
- Annas, George; Grodin, Michael. . 牛津大学出版社. 1995. ISBN 978-0-19-510106-5.
- Aquinas, Thomas. . 剑桥大学出版社. 2006. ISBN 978-0-521-02949-0.
- Barry, John F. . Gerard F. Baumbach. 2001. ISBN 0-8215-2207-8.
- Bast, Robert James. . Brill Publishers. 1997. ISBN 978-90-04-10856-1.
- Bayertz, Kurt. . Springer. 1996. ISBN 978-0-7923-3739-3.
- Benedict XVI, 教宗本笃十六世. . Doubleday. 2008. ISBN 978-0-385-52341-7.
- Bokenkotter, Thomas. . Doubleday. 2004. ISBN 0-385-50584-1.
- Bockmuehl, Klaus. . Regent College Publishing. 1994. ISBN 978-1-57383-023-2.
- Brown, William P. . Westminster John Knox Press. 2004. ISBN 978-0-664-22323-6.
- Carmody, Timothy R. . Paulist Press. 2004. ISBN 978-0-8091-4189-0.
- Hardon, John. . Ignatius Press. 1987. ISBN 0-89870-539-8.
- Kreeft, Peter. . Ignatius Press. 2001. ISBN 0-89870-798-6.
- Schreck, Alan. . Servant Publications. 1999. ISBN 1-56955-128-6.
- USCCB. . USCCB Publishing. 2008. ISBN 978-1-57455-450-2.
- Vidmar, John. . Paulist Press. 2005. ISBN 0-8091-4234-1.